# Lyktörtssläktet
Frukten kapkrusbär ingår i detta släkte.
Lyktörtssläktet (Physalis) är ett växtsläkte med omkring 80 arter, som är hemmahörande i världens tempererade och subtropiska områden. Lyktörterna ingår i familjen potatisväxter.

## Biologi
Lyktörtssläktets arter är örtartade växter som blir mellan 4 decimeter och 3 meter höga. Till växtsättet liknar de den vanliga tomaten, men lyktörterna har en styvare, mer upprätt stjälk. Karaktäristiskt för släktet är frukten, som är ganska liten och orange eller rödorange. Den innesluts helt eller delvis i ett pappersaktigt hölje som utvecklats från foderbladen.
Lyktörternas blommor är giftiga.
Det finns både ett- och fleråriga lyktörtsarter. De behöver växa i full sol. Vissa arter är frostkänsliga medan andra, såsom judekörs tål minusgrader under viloperioden på vintern. Judekörs är den enda arten som förekommer vildväxande i Sverige, men den kommer ursprungligen från södra Europa och har förvildats. Den skiljer sig från andra arter genom att fodren runt bären är röda. Judekörsens bär har en skarp, stickande smak.

## Odling och användning
Under växtsäsongen behöver lyktörterna mycket vatten, men vattningen kan minskas när frukterna håller på att mogna. Växterna har inga stora krav på jorden och växer bra även i ganska näringsfattig jord och i krukor. Lyktörterna är mottagliga för samma sjukdomar som tomat.
Lyktörtfrukterna används på samma sätt som tomat eller olika frukter. De kan ätas som de är eller blandas i sallader. Den vanligaste lyktörtsfrukten i svenska livsmedelsbutiker är troligen kapkrusbär, allmänt känd i butikerna som physalis, som har en aromatisk smak av sötma och syra.

## Bildgalleri

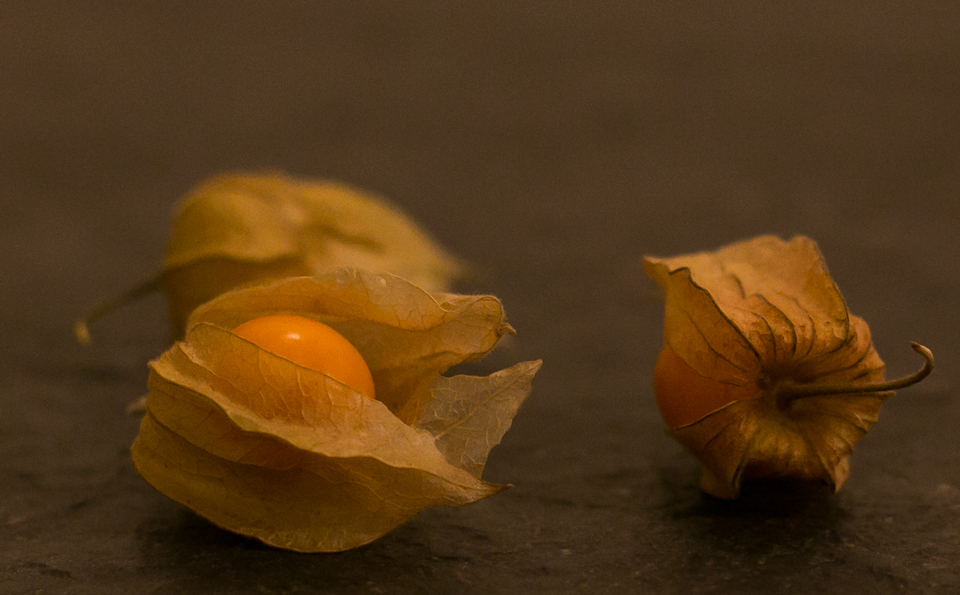
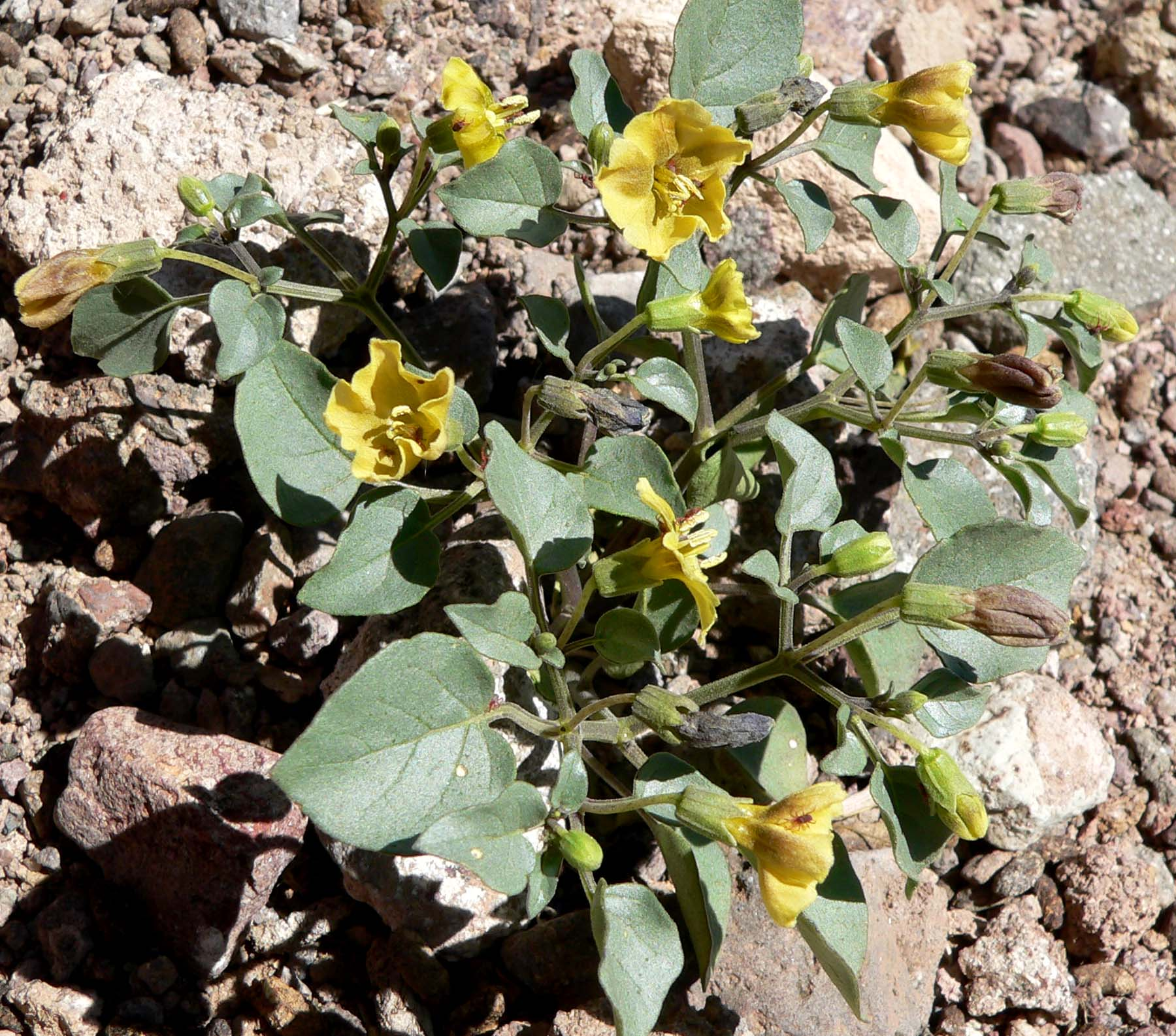
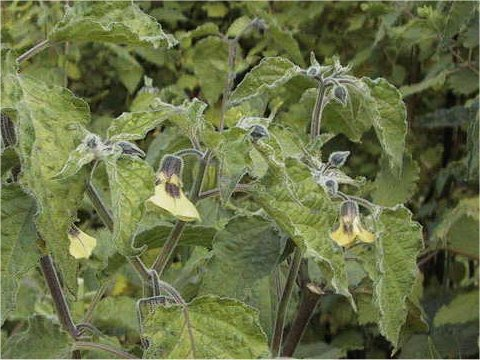

## Dottertaxa till Lyktörtssläktet, i alfabetisk ordning[1]
- Physalis acutifolia
- Physalis aggregata
- Physalis alkekengi
- Physalis alvarisii
- Physalis ampla
- Physalis angulata
- Physalis angustifolia
- Physalis angustiloba
- Physalis angustior
- Physalis angustiphysa
- Physalis arborescens
- Physalis arenicola
- Physalis campanula
- Physalis carnosa
- Physalis carpenteri
- Physalis caudella
- Physalis cinerascens
- Physalis cinerea
- Physalis cordata
- Physalis coztomatl
- Physalis crassifolia
- Physalis cuneata
- Physalis dentata
- Physalis divaricata
- Physalis filipendula
- Physalis foetens
- Physalis galeottiana
- Physalis geniculata
- Physalis glabra
- Physalis glutinosa
- Physalis gracilis
- Physalis greenmanii
- Physalis grisea
- Physalis hastatula
- Physalis hederifolia
- Physalis heterophylla
- Physalis hintonii
- Physalis hirsuta
- Physalis hispida
- Physalis hunzikeriana
- Physalis ignota
- Physalis ingrata
- Physalis integrifolia
- Physalis jaliscensis
- Physalis joe-diasii
- Physalis lagascae
- Physalis lanceolata
- Physalis lassa
- Physalis latecorollata
- Physalis latiphylla
- Physalis latiphysa
- Physalis lignescens
- Physalis lobata
- Physalis longicaulis
- Physalis longifolia
- Physalis longiloba
- Physalis longipedicellata
- Physalis macvaughii
- Physalis margaranthoides
- Physalis maurelloides
- Physalis melanocystis
- Physalis michoacanensis
- Physalis microcarpa
- Physalis microphysa
- Physalis minima
- Physalis minimaculata
- Physalis minuta
- Physalis minutiflora
- Physalis missouriensis
- Physalis mollis
- Physalis muelleri
- Physalis nicandroides
- Physalis orizabae
- Physalis parvianthera
- Physalis patula
- Physalis pennellii
- Physalis peruviana
- Physalis petiolaris
- Physalis philadelphica
- Physalis philippensis
- Physalis porphyrophysa
- Physalis pringlei
- Physalis pruinosa
- Physalis pubescens
- Physalis pumila
- Physalis purpurea
- Physalis queretaroensis
- Physalis quillabambensis
- Physalis repens
- Physalis rydbergii
- Physalis sancti-josephi
- Physalis sanukimonticola
- Physalis solanaceus
- Physalis sordida
- Physalis spathulifolia
- Physalis stapelioides
- Physalis subilsiana
- Physalis subrepens
- Physalis subulata
- Physalis tamayoi
- Physalis tehuacanensis
- Physalis turbinata
- Physalis turbinatoides
- Physalis walteri
- Physalis waterfallii
- Physalis vestita
- Physalis victoriana
- Physalis virginiana
- Physalis viridoflava
- Physalis viscida
- Physalis viscosa
- Physalis volubilis